# Philemon citreogularis
Philemon citreogularis là một loài chim trong họ Meliphagidae.